# Seiji Shimoda
Seiji Shimoda (jap. 霜田誠二 Shimoda Seiji; ur. w 1953 w Nagano) – japoński performer, poeta, kustosz oraz wykładowca na Musashino Art University w Tokio. 

## Życiorys
Urodził się w 1953 roku w Nagano, w Japonii. Na przełomie lat 60. i 70. zaczął pisać poezję. W 1975 roku wystąpił po raz pierwszy (był wtedy jeszcze studentem literatury na Uniwersytecie w Osace, który ukończył w 1977 roku). Podróżując po Japonii, nawiązał kontakty z artystami ze starszego pokolenia takich ruchów, jak Grupa Gutai, japoński Fluxus, czy Neo-Dada. Rozpoczął serię "Obsessional Dance Performance" oraz wziął udział w "Pia Exibition". W 1978 roku opublikował "Photo book: Irreversible Reaction". W 1980 roku rozpoczął "Obsessional Dance Performance" oraz wziął udział w "Studio ALTA Opening Festival". W 1981 roku opublikował "Collection of poems: Coffee Shops". W tym samym roku pokazał swoje performance na "Tengokuchusha-no-hiru", "Camp in 81" i "10 minutes Solo Improvisation Festival vol.1". W 1982 wyjechał do Paryża, gdzie wykonał 100 performance'ów, m.in. "Espace Japon" i "Helion". Opublikował też "Diary in Pari:Stories of tears". Do występów w Europie powrócił w 1987 roku.
W latach 90. rozszerzył swoją działalność na inne kraje azjatyckie, takie jak: Korea, Hongkong i Tajwan. 
W 1979 i 1984 roku był aresztowany w Japonii z powodu wykonywania swoich nagich performance'ów w plenerze. W tamtym okresie musiał walczyć o wolność wypowiedzi artystycznej, jednak teraz jest jednym z najbardziej rozpoznawalnych performerów w Japonii.
W 1993 roku udało mu się zorganizować pierwszy pełnoprawny Międzynarodowy Festiwal Sztuki Performance w Japonii (International Performance Art Festival in Japan) w Nagano. W 1995 i 1996 roku zorganizował drugi i trzeci festiwal (NIPAF'95, '96) w Tokio i Nagano. W 1996 roku zaczął organizować cykl Asian Performance Art i Summer Seminarium w NIPAF. 
W 1996 roku zadedykował swój utwór "Gracias Marcos, Adios Marcos" zmarłemu w tym samym roku polsko-meksykańskiemu artyście Marcosowi Kurtyczowi.
Obecnie jest dyrektorem NIPAF (Nippon International Performance Art Festival). Zaprezentował ponad 300 performerów z całego świata na dwóch corocznych festiwalach odbywających się w kilku miastach Japonii. 
W 2000 r. jako pierwszy artysta z Azji otrzymał nagrodę New York Dance and Performance Awards Bessie (New York Dance And Performance).